# Adele Bloesch-Stöcker
Adele Bloesch-Stöcker (* 21. Juni 1875 in Gummersbach, Deutschland; † 10. September 1978 in Winterthur, Schweiz) war eine deutsch-schweizerische Violinistin und Komponistin.

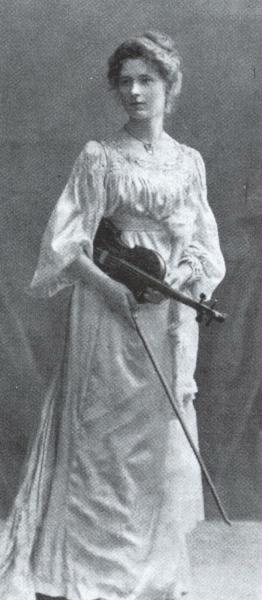
Adele Bloesch Stoecker

## Leben
Als Violinsolistin trat Adele Stöcker unter anderem in Köln, Leipzig, Berlin und Bern auf und spielte unter Fritz Brun und Othmar Schoeck. 1909 heiratete sie den Schweizer Autoren und Bibliothekar Hans Bloesch (1878–1945). Fritz Brun widmete ihr seine 1. Violinsonate.
Bloesch-Stöcker gehörte 1920 zu den Gründern des Berner Kammerorchesters. 1928 war sie für die musikalische Gestaltung der Schweizerischen Ausstellung für Frauenarbeit (SAFFA) verantwortlich.
Nachdem sie ihre Virtuosenkarriere aus gesundheitlichen Gründen aufgeben musste, versuchte sie sich in Komposition. 1935 erschien ihr einziges eigenkomponiertes Konzert für Violine und Orchester in e-Moll, das unter ihrem Dirigat 1935 und 1936 in Burgdorf und Bern mit der Solistin Marguerite von Siebenthal aufgeführt wurde.
Adele Bloesch-Stöcker veröffentlichte 1973 Erinnerungen an Max Reger, den sie aus ihrer Zeit in Köln und Leipzig kannte.